# Próximo al tiempo real

Cronómetro

El término próximo al tiempo real, también "tiempo cuasi real", con acrónimo nRT del Inglés "near real-time" o "nearly real-time", en telecomunicaciones y computación, hace referencia al tiempo de retardo introducido, por procesados automáticos de datos o transmisión en red, entre la ocurrencia de un hecho y el uso de los datos procesados que informan de ese hecho, bien con objeto de su visualización y aplicación, bien con objetivos de realimentación y/o de control.
Por ejemplo, una visualización representa un acontecimiento o una situación en "tiempo cuasi real", o como este existió, casi como un acontecimiento vivo, en tiempo real, un tiempo que, para una sincronía exacta, debería considerar este "retraso", por tratamiento o transmisión.
La distinción entre próximo al tiempo real, "tiempo cuasi real", y "tiempo real" es algo nebuloso y debe ser definido para cada situación concreta, pues este término implica que no hay un retardo significativo. No obstante, en determinados casos, procesos descritos como "en tiempo real" quedan mejor precisados si son descritos como próximo al tiempo real, en "tiempo cuasi real".
Próximo al tiempo real, en "tiempo cuasi real", también se refiere al desfase o retardo, en tiempo real, entre la transmisión de voz y vídeo. Esto permite visualizar imágenes de vídeo, en aproximadamente tiempo real, sin necesidad de esperar la descarga de un archivo de vídeo entero. Bases de datos se pueden exportar/importar a archivos de tablas comunes que otra base de datos puede importar/exportar de modo que puedan sincronizarse una con la otra en "tiempo cuasi real", nRT.
La diferencia entre próximo al tiempo real, en "tiempo cuasi real", y "tiempo real" varía, y el desfase o retardo dependerá del tipo y velocidad de la transmisión, siendo el retardo del orden de varios segundos a varios minutos.